# Sandboas
Die Sandboas (Eryx) sind eine Schlangengattung aus der Familie der Boas. Die Gattung umfasst zwölf Arten, die vor allem in Afrika, dem Nahen Osten und Asien bis Indien anzutreffen sind. Die Westliche Sandboa ist die einzige Riesenschlange, die auch in größeren Bereichen Europas zu finden ist, das Areal der Östlichen Sandboa berührt Europa nur am Nordrand des Kaspischen Meeres.
Der Gattungsname Eryx wurde nach der mythologischen Gestalt Eryx, Sohn der Aphrodite, gewählt. Eryx wurde von Herakles beim Ringkampf erwürgt. Er war der eponyme Regent der Stadt Eryx auf dem gleichnamigen Berg auf Sizilien, heute italienisch Erice genannt. 

## Merkmale
Bei den Sandboas handelt es sich um kleine bis mittelgroße Schlangen, die Körperlängen von 40 cm bis etwa 100 cm erreichen. Die kleinste Art ist dabei die Afghanische Sandboa (Eryx elegans), die längste die Indische Sandboa (Eryx johnii). Der Habitus der Schlangen ist weitestgehend gedrungen mit kurzem Schwanz, der Kopf ist vom Körper nicht abgesetzt.
Kennzeichnend ist ein sehr großes Schnauzenschild, welches bis weit auf die Kopfoberseite reicht und sich aus dem verbreiterten Scheitelschild (Scutum parietale) gebildet hat. Die Kopfoberseite ist mit vielen kleinen, glatten Schuppen bedeckt. Die Augen sind klein mit elliptischer Pupille und können artspezifisch an der Kopfoberseite oder an den Seiten liegen. Die vordersten Zähne des Ober- und des Unterkiefers sind zudem verlängert. Die Hautstruktur weist einen Sandfischeffekt auf.

## Lebensweise
Sandboas kommen in ariden und semiariden Gegenden vor. Sie sind hauptsächlich Lauerjäger, die sich im Sand eingraben können und auf Beute warten, wobei nur die Augen und Nasenöffnungen herausschauen. Die Beute wird erwürgt, indem die Sandboa sie umschlingt oder gegen harte Objekte drückt. Küken und ähnliche nicht wehrhafte Beute werden auch lebend verschlungen. Die Sandboas jagen jedoch vor allem Säugetiere, manchmal Eidechsen und nur selten Vögel.
Sandboas sind bis auf zwei Ausnahmen ei-lebendgebärend (ovovivipar). In Gefangenschaft wurden Wurfgrößen von 4 bis 17 Jungtieren beobachtet, die, je nach Art, 120–290 mm lang sind. Die Arabische Sandboa (Eryx jayakari) von der Arabischen Halbinsel und die Sahara-Sandboa (Eryx muelleri) aus Nordafrika legen Eier im Sand ab. Die beiden Arten scheinen auch phylogenetisch nahe verwandt zu sein.
Der Herpetologe Norman L. Corkill behauptete 1935, dass manche Sandboas ein starkes Gift im Speichel haben, jedoch nur in sehr geringen Mengen. Boas besitzen jedoch keinen Giftapparat und Bisse führen beim Menschen nicht zu einer Vergiftung.

## Systematik
Die Gattung Eryx wurde 1802 vom französischen Zoologen François-Marie Daudin aufgestellt, die Unterfamilie Erycinae 1831 vom italienischen Biologen Charles Lucien Bonaparte. Wegen der äußeren Ähnlichkeit und einer ähnlichen Lebensweise wurden später auch der westafrikanische Erdpython (Calabaria reinhardtii), die nordamerikanischen Arten Gummiboa (Charina bottae) und Rosenboa (Lichanura trivirgata) in die Unterfamilie Erycinae gestellt. Diese Arten werden heute jedoch, nach molekulargenetischen Analysen, den Unterfamilien Calabariinae (Erdpython) und Charininae (Gummiboa und Rosenboa) innerhalb der Familie der Boas zugeordnet.
Innerhalb der Gattung Eryx werden 13 Arten unterschieden (Stand: Dezember 2022):
- Eryx borrii Lanza & Nistri, 2005

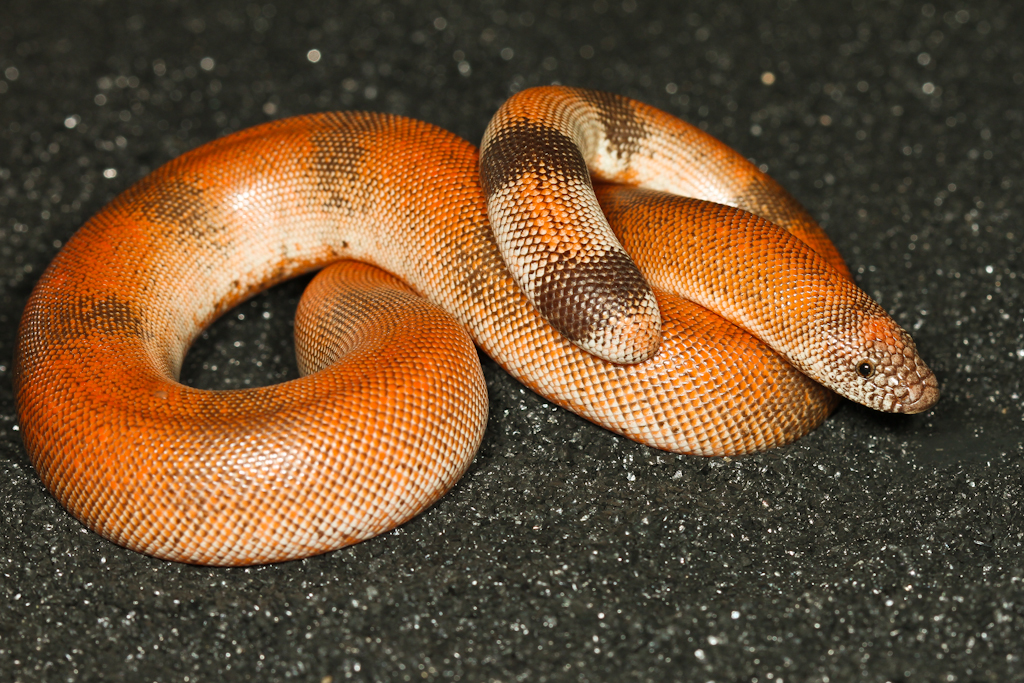
Jungtier der Indischen Sandboa (Eryx johnii)

- Ägyptische Sandboa (Eryx colubrinus (Linnaeus, 1758))
- Gefleckte Sandboa (Eryx conicus (Schneider, 1801))
- Afghanische Sandboa (Eryx elegans (Gray, 1849))
- Westliche Sandboa (Eryx jaculus (Linnaeus, 1758))
- Arabische Sandboa (Eryx jayakari Boulenger, 1888)
- Indische Sandboa (Eryx johnii (Russell, 1801))
- Östliche Sandboa oder Wüsten-Sandboa (Eryx miliaris (Pallas, 1773))
- Sahara-Sandboa (Eryx muelleri (Boulenger, 1892))
- Eryx sistanensis Eskandarzadeh, Rastegar-Pouyani, Rastegar-Pouyani, Zargan, Hajinourmohamadi, Nazarov, Sami, Rajabizadeh, Nabizadeh & Navaian, 2020[7]
- Somali-Sandboa (Eryx somalicus Scortecci, 1939)
- Eryx vittatus Chernov, 1959
- Withakers Sandboa (Eryx whitakeri Das, 1991)

Eryx colubrinus, Eryx conicus, Eryx muelleri, Eryx somalicus und Eryx whitakeri werden von manchen Autoren wegen der Ausbildung eines Flügelbein-Mittelkammes, der bei ihnen schmal und in die Zahnreihe übergehend und bei den anderen Eryx-Arten breit und von der Zahnreihe getrennt ist, in eine eigene Gattung Gongylophis eingeordnet. Diese Gattung wird allerdings nicht allgemein akzeptiert.
Die Afghanische Sandboa (E. elegans) ist der Westlichen Sandboa (E. jaculus) sehr ähnlich, und die Große Sandboa (E. tataricus) wurde zur Östlichen Sandboa (E. miliaris) synonymisiert. Es wurde daher vorgeschlagen, die jeweils ähnlichen Arten unter den Namen Eryx jaculus bzw. Eryx miliaris zu vereinen. Bisherige molekulargenetische Untersuchungen sprechen nicht dagegen, es würden also nur die Westliche und die Östliche Sandboa verbleiben. Hingegen wird die Unterart E. tataricus vittatus heute vielfach als eigene Art Eryx vittatus angesehen. Es könnte sich daher bei der Östlichen Sandboa um einen Artenkomplex handeln, dessen Zusammensetzung schwer aufzuschlüsseln ist.